# Franz Rademacher
Franz Rademacher (Neustrelitz, 20 febbraio 1906 – Bonn, 17 marzo 1973) è stato un funzionario nazista tedesco.

## Biografia
Figlio di un tecnico ferroviario, studiò legge alle università di Monaco e Rostock, laureandosi nel 1932 e divenendo assistente giudice. Nel 1932 entrò a far parte per due anni delle SA e nel 1933 aderì al partito nazista. Nel 1937 fu assunto dal ministero degli esteri come segretario di delegazione.
Incaricato d'affari a Montevideo per due anni, rientrato in Germania nel 1940 fu messo a capo della Judenreferat ("Unità Ebrei") del ministero degli esteri.  Fu l'ideatore del Piano Madagascar e di numerosi altri progetti relativi alla soluzione finale della questione ebraica, e supervisionò svariate deportazioni ed eccidi.  In seguito alla caduta in disgrazia del suo diretto superiore Martin Luther fu costretto a lasciare il suo incarico e divenne ufficiale di marina.
Nel dopoguerra, dopo una breve detenzione nel 1947, nel 1952 fu processato e condannato a 3 anni e 5 mesi di carcere per il suo ruolo nel massacro di ebrei dell'ottobre 1941 a Belgrado, ma mentre si trovava in libertà condizionata riuscì a fuggire a Damasco. Qui nel 1963 fu accusato di essere una spia e imprigionato; in seguito a due attacchi cardiaci fu rilasciato nell'ottobre 1965. Rientrato volontariamente in Germania un anno dopo, non scontò nessuna pena e morì nel 1973 prima che fosse tenuto un nuovo processo a suo carico.